# Mohammed Haschim Khan

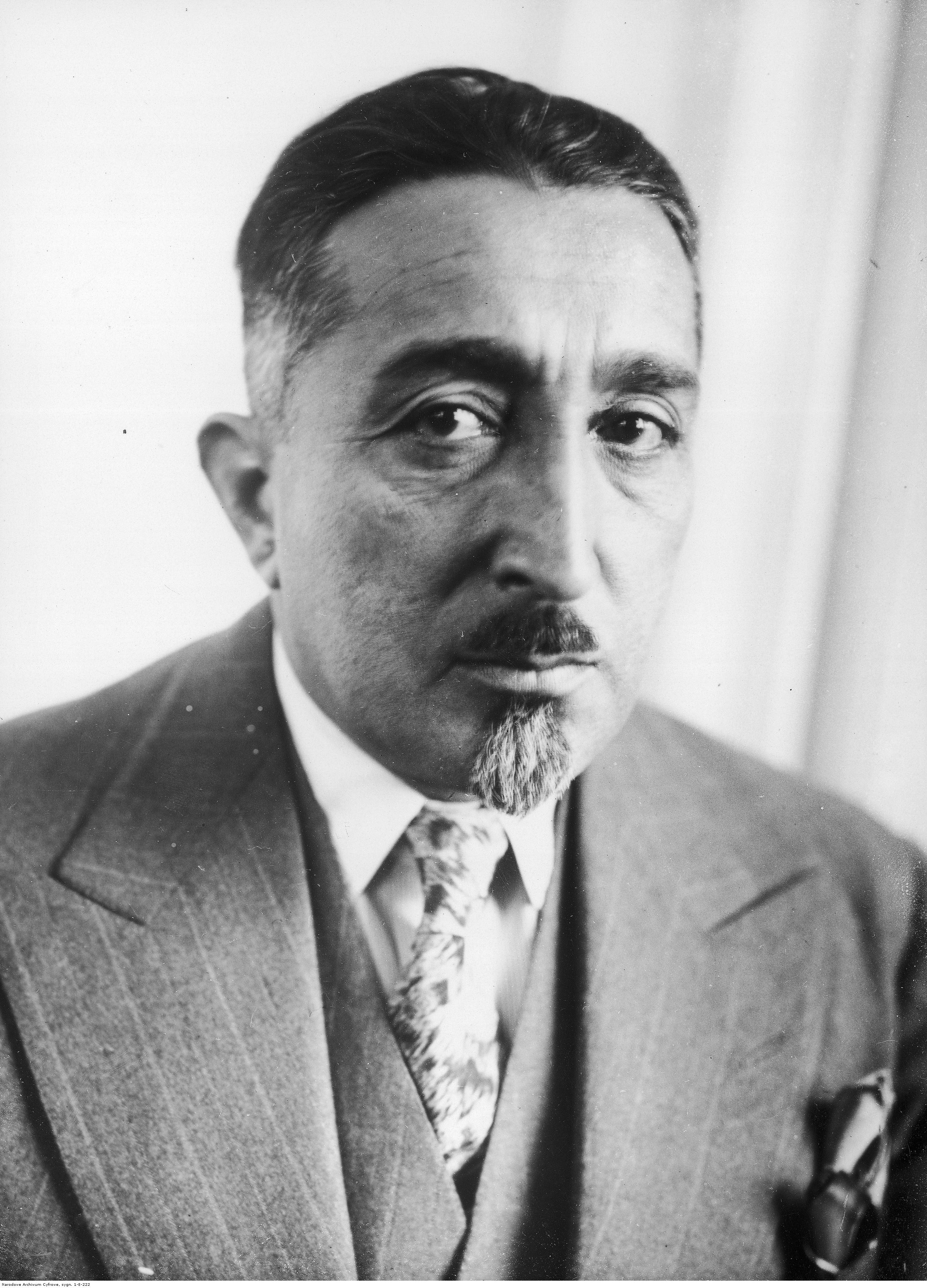
Mohammed Haschim Khan

Sardar Mohammed Haschim Khan (* 1884; † 1953) war ein afghanischer Politiker und Regent. 
Nach der Ermordung seines Bruders, König Mohammed Nadir Schah, wurde er 1933 zusammen mit seinen weiteren Brüdern als Ministerpräsidenten zum Regenten für den erst 19-jährigen Thronfolger Mohammed Sahir Schah gewählt. Er hatte bereits seit 1929 das Amt des Premierministers inne und übte dies bis 1946 aus. Seine Herrschaft galt als autoritär und konservativ. Da er nicht von der Sowjetunion und Großbritannien abhängig sein wollte, wandte sich Haschim Deutschland zu. Auf seine Einladung bauten 1935 deutsche Experten Fabriken und hydroelektrische Projekte auf. Ihm folgte sein Bruder Sardar Schah Mahmud Khan.